# بطولة العالم لسباق الدراجات على الطريق 1923
بطولة العالم لسباق الدراجات على الطريق 1923 هي الدورة ال3 من بطولة العالم لسباق الدراجات على الطريق، أجريت في زيورخ، سويسرا.